# Полівінілпіролідон
Полівінілпіролідон ( ПВП ), який також називають полівідоном або повідоном, є водорозчинним полімером, що складається з залишків мономеру N-вінілпіролідону . 

## Використання

### В медицині

Структура повідон-йодного комплексу, антисептик.

Починаючи з  1950-х років PVP використовувався для збільшення об’єму плазми, що використовується в лікуванні постраждалих від травм . Він не є найкращим зібльшувачем об’єму через його здатність провокувати вивільнення гістаміну, а також залежність його дії від групи крові пацієнта.
Він використовується як сполучна речовина у багатьох таблетках;  оскільки при прийомі всередину він просто проходить через організм, не взаємодіючи з ним. 
ПВП, змішаний з  йодом, утворює комплекс, який називається повідон-йодом, і має дезінфікуючі властивості.  Цей комплекс використовується в різних продуктах, таких як розчини, мазі, песарії, рідке мило та хірургічний одяг. 

PVP використовується в деяких контактних лінзах та їх пакувальних розчинах. Він зменшує тертя, тим самим діючи як мастило або змочувальний агент. Прикладами цього використання є контактні лінзи Bausch & Lomb Ultra з технологією MoistureSeal  та розчин для упаковки контактних лінз Air Optix (як інгредієнт, який називається "сополімер 845"). 
PVP використовується як мастило в деяких очних краплях. 

### Застосування в техніці
PVP також використовується в багатьох галузях техніки:
- як зв'язуюча речовина у клейовій паличці та термоп[джерело?]лавких клеях
- як спеціальна добавка для кераміки, склопластику, фарб
- як емульгатор і дезінтегрант для полімеризації розчину
- для збільшення роздільної здатності фоторезисторів для електронно-променевих труб (ЕЛТ) [7]
- у водному гартуванні металу
- для виробництва мембран, таких як фільтри для діалізу та очищення води
- як сполучний засіб та комплексоутворювач у препаратах, що використовуються в сільськогосподарських цілях, таких як захист рослин , обробка насіння та його покриття
- як засіб для підвищення розчинності ліків у рідких та напіврідких лікарських формах ( сиропи, м'які желатинові капсули ) та як інгібітор перекристалізації
- як поверхнево-активна речовина, диспергуючий засіб при синтезі наночастинок та їх самозбірці [8]
- як стабілізуючий агент у всіх неорганічних сонячних елементах [9]

### Інше використання
PVP надзвичайно добре зв’язується з полярними молекулами завдяки своїй полярності . Це призвело до його застосування в покриттях для фотопаперу, що використовується при друці на струменевих принтерах, а також у фарбах для  них.
PVP також використовується в засобах особистої гігієни, таких як шампуні та зубні пасти, у фарбах та клеях, які необхідно змочувати, таких як поштові марки та конверти старого зразка. Він також застосовувався у розчинах для контактних лінз та у розчинах для загартування сталі.   PVP є основою ранніх формул для лаків  та гелів для волосся, і все ще залишається компонентом деяких.
Як харчова добавка, PVP є стабілізатором і має номер E E1201 . PVPP (кросповідон) - це Е1202 . Він також використовується у виноробній промисловості  при виробництві білого вина та деяких сортів пива .
У молекулярній біології PVP може бути використаний як блокуючий агент при аналізі Саузерн-блот як компонент буфера Денхардта . Він також надзвичайно добре поглинає поліфеноли під час очищення ДНК. Поліфеноли поширені в багатьох рослинних тканинах і можуть дезактивувати білки.

## Властивості
ПВП розчинний у воді та інших полярних розчинниках . Наприклад, він розчинний у різних спиртах, таких як метанол та етанол , а також у більш екзотичних розчинниках, таких як глибокий евтектичний розчинник, утворений хлоридом холіну та сечовиною (Релін).  У сухому вигляді це легкий лускуватий гігроскопічний порошок, який легко поглинає атмосферну воду у кількості до 40% своєї ваги. У розчині він має відмінні змочувальні властивості і легко утворює плівки. Це робить його хорошим як покриття або добавку до покриттів.

## Історія
Вперше PVP був синтезований Уолтером Реппе, а в 1939 році був поданий патент на одне з похідних хімічної речовини ацетилену. Спочатку PVP використовувався як замінник плазми крові, а пізніше - в широкому спектрі застосувань у медицині, фармації, косметиці та промисловому виробництві.  